# Canotaj la Jocurile Olimpice de vară din 2020 - Simplu vâsle feminin
Proba feminină de simplu vâsle de la Jocurile Olimpice de vară din 2020 a avut loc în perioada 23-30 iulie 2021 pe Sea Forest Waterway.

## Program
Orele sunt ora Japoniei (UTC+9) 
| Data                    | Timp | Etapă              |
| ----------------------- | ---- | ------------------ |
| Vineri, 23 iulie 2021   | 8:30 | Calificări         |
| Sâmbătă, 24 iulie 2021  | 8:30 | Recalificări       |
| Duminică, 25 iulie 2021 | 8:30 | Semifinale E/F     |
| Luni, 26 iulie 2021     | 9:00 | Sferturi de finală |
| Marți, 27 iulie 2021    | 8:30 | Semifinale C/D     |
| Miercuri, 28 iulie 2021 | 8:30 | Semifinale A/B     |
| Joi, 29 iulie 2021      | 8:30 | Finalele D/E/F     |
| Vineri, 30 iulie 2021   | 8:45 | Finalele A/B/C     |

## Rezultate

### Calificări
Primele trei din fiecare cursă se vor califica în sferturile de finală, iar celelalte vor concura în recalificări.

#### Calificări - cursa 1
| Loc | Culoar | Concurente         | Țară                       | Timp     | Note |
| --- | ------ | ------------------ | -------------------------- | -------- | ---- |
| 1   | 2      | Kara Kohler        | Statele Unite ale Americii | 7:49,71  | C    |
| 2   | 1      | Tatsiana Klimovich | Belarus                    | 7:51,86  | C    |
| 3   | 6      | Nazanin Malaei     | Iran                       | 7:59,01  | C    |
| 4   | 4      | Alejandra Alonso   | Paraguay                   | 8:11,88  | R    |
| 5   | 5      | Esther Toko        | Nigeria                    | 8:58,49  | R    |
| 6   | 3      | Esraa Khogali      | Sudan                      | 10:18,27 | R    |

#### Calificări - cursa 2
| Loc | Culoar | Concurente           | Țară               | Timp    | Note |
| --- | ------ | -------------------- | ------------------ | ------- | ---- |
| 1   | 5      | Sanita Puspure       | Irlanda            | 7:46,08 | C    |
| 2   | 6      | Kenia Lechuga        | Mexic              | 7:54,21 | C    |
| 3   | 2      | Anneta Kyridou       | Grecia             | 7:54,28 | C    |
| 4   | 3      | Felice Aisha Chow    | Trinidad și Tobago | 8:02,02 | R    |
| 5   | 1      | Kathleen Grace Noble | Uganda             | 8:21,85 | R    |
| 6   | 4      | Joan Poh             | Singapore          | 8:31,12 | R    |

#### Calificări - cursa 3
| Loc | Culoar | Concurente          | Țară        | Timp    | Note |
| --- | ------ | ------------------- | ----------- | ------- | ---- |
| 1   | 3      | Hanna Prakatsen     | COR         | 7:48,74 | C    |
| 2   | 5      | Jiang Yan           | China       | 7:53,14 | C    |
| 3   | 1      | Veronica Toro Arana | Puerto Rico | 8:11,57 | C    |
| 4   | 4      | Winne Hung          | Hong Kong   | 8:17,79 | R    |
| 5   | 2      | Sarah Fraincart     | Maroc       | 8:32,78 | R    |

#### Calificări - cursa 4
| Loc | Culoar | Concurente        | Țară           | Timp    | Note |
| --- | ------ | ----------------- | -------------- | ------- | ---- |
| 1   | 3      | Victoria Thornley | Marea Britanie | 7:44,30 | C    |
| 2   | 5      | Jeannine Gmelin   | Elveția        | 7:47,20 | C    |
| 3   | 1      | Lovisa Claesson   | Suedia         | 7:58,41 | C    |
| 4   | 2      | Evidelia González | Nicaragua      | 8:25,18 | R    |
| 5   | 4      | Claire Ayivon     | Togo           | 8:48,07 | R    |

#### Calificări - cursa 5
| Rank | Lane | Rower                | Nation  | Time    | Notes |
| ---- | ---- | -------------------- | ------- | ------- | ----- |
| 1    | 2    | Magdalena Lobnig     | Austria | 7:37,91 | C     |
| 2    | 4    | Carling Zeeman       | Canada  | 7:40,72 | C     |
| 3    | 5    | Maike Diekmann       | Namibia | 7:56,37 | C     |
| 4    | 1    | Milena Venega Cancio | Cuba    | 8:03,00 | R     |
| 5    | 3    | Tala Abujbara        | Qatar   | 8:06,29 | R     |

#### Calificări - cursa 6
| Loc | Culoar | Concurente    | Țară            | Timp    | Note |
| --- | ------ | ------------- | --------------- | ------- | ---- |
| 1   | 5      | Emma Twigg    | Noua Zeelandă   | 7:35,22 | C    |
| 2   | 1      | Sophie Souwer | Olanda          | 7:39,96 | C    |
| 3   | 3      | Jovana Arsić  | Serbia          | 7:46,74 | C    |
| 4   | 4      | Huang Yi-ting | Taipeiul Chinez | 8:04,59 | R    |
| 5   | 2      | Jung Hye-jung | Coreea de Sud   | 8:12,15 | R    |

### Recalificări
Primele două concurente se vor califica în sferturi de finală, celelalte urmând a concura în Semifinalele E/F (care nu contează la acordarea de medalii).

#### Recalificări - cursa 1
| Loc | Culoar | Concurente       | Țară            | Timp    | Note |
| --- | ------ | ---------------- | --------------- | ------- | ---- |
| 1   | 4      | Alejandra Alonso | Paraguay        | 8:08,91 | C    |
| 2   | 3      | Huang Yi-ting    | Taipeiul Chinez | 8:11,56 | C    |
| 3   | 2      | Tala Abujbara    | Qatar           | 8:16,88 | CEF  |
| 4   | 1      | Joan Poh         | Singapore       | 8:40,06 | CEF  |
| 5   | 5      | Sarah Fraincart  | Maroc           | 8:42,78 | CEF  |

#### Recalificări - cursa 2
| Loc | Culoar | Concurente        | Țară               | Timp    | Note |
| --- | ------ | ----------------- | ------------------ | ------- | ---- |
| 1   | 2      | Felice Chow       | Trinidad și Tobago | 8:15,94 | C    |
| 2   | 1      | Jeong Hye-jeong   | Coreea de Sud      | 8:26,73 | C    |
| 3   | 3      | Evidelia González | Nicaragua          | 8:37,55 | CEF  |
| 4   | 4      | Esther Toko       | Nigeria            | 9:07,54 | CEF  |

#### Recalificări - cursa 3
| Loc | Culoar | Concurente           | Țară      | Timp     | Note |
| --- | ------ | -------------------- | --------- | -------- | ---- |
| 1   | 3      | Milena Venega        | Cuba      | 8:17,30  | C    |
| 2   | 2      | Winne Hung           | Hong Kong | 8:23,58  | C    |
| 3   | 4      | Kathleen Grace Noble | Uganda    | 8:36,01  | CEF  |
| 4   | 1      | Claire Ayivon        | Togo      | 9:04,23  | CEF  |
| 5   | 5      | Esraa Khogali        | Sudan     | 10:25,94 | CEF  |

### Sferturi de finală
Primele trei sportive s-au calificat în semifinalele A/B, celelalte urmând a se califica pentru semifinalele C/D.

#### Sferturi de finală 1
| Loc | Culoar | Concurente       | Țară                       | Timp    | Note   |
| --- | ------ | ---------------- | -------------------------- | ------- | ------ |
| 1   | 4      | Sanita Puspure   | Irlanda                    | 7:58,30 | SF A/B |
| 2   | 3      | Kara Kohler      | Statele Unite ale Americii | 7:59,39 | SF A/B |
| 3   | 5      | Jiang Yan        | China                      | 8:00,01 | SF A/B |
| 4   | 2      | Jovana Arsić     | Serbia                     | 8:09,37 | SF C/D |
| 5   | 6      | Alejandra Alonso | Paraguay                   | 8:29,80 | SF C/D |
| 6   | 1      | Winne Hung       | Hong Kong                  | 8:36,37 | SF C/D |

#### Sferturi de finală 2
| Loc | Culoar | Concurente        | Țară           | Timp    | Note   |
| --- | ------ | ----------------- | -------------- | ------- | ------ |
| 1   | 3      | Hanna Prakatsen   | COR            | 7:49,64 | SF A/B |
| 2   | 5      | Carling Zeeman    | Canada         | 7:57,58 | SF A/B |
| 3   | 4      | Victoria Thornley | Marea Britanie | 7:59,93 | SF A/B |
| 4   | 2      | Lovisa Claesson   | Suedia         | 8:16,99 | SF C/D |
| 5   | 6      | Milena Venega     | Cuba           | 8:25,26 | SF C/D |
| 6   | 1      | Jeong Hye-jeong   | Coreea de Sud  | 8:38,70 | SF C/D |

#### Sferturi de finală 3
| Loc | Culoar | Concurente          | Țară               | Timp    | Note   |
| --- | ------ | ------------------- | ------------------ | ------- | ------ |
| 1   | 4      | Magdalena Lobnig    | Austria            | 7:58,20 | SF A/B |
| 2   | 3      | Sophie Souwer       | Olanda             | 7:59,92 | SF A/B |
| 3   | 2      | Anneta Kyridou      | Grecia             | 8:02,19 | SF A/B |
| 4   | 5      | Tatsiana Klimovich  | Belarus            | 8:09,04 | SF C/D |
| 5   | 1      | Felice Chow         | Trinidad și Tobago | 8:21,23 | SF C/D |
| 6   | 6      | Veronica Toro Arana | Puerto Rico        | 8:35,32 | SF C/D |

#### Sferturi de finală 4
| Loc | Culoar | Concurente      | Țară            | Timp    | Note   |
| --- | ------ | --------------- | --------------- | ------- | ------ |
| 1   | 3      | Emma Twigg      | Noua Zeelandă   | 7:54,96 | SF A/B |
| 2   | 4      | Jeannine Gmelin | Elveția         | 8:02,10 | SF A/B |
| 3   | 1      | Nazanin Malaei  | Iran            | 8:07,32 | SF A/B |
| 4   | 2      | Kenia Lechuga   | Mexic           | 8:09,29 | SF C/D |
| 5   | 5      | Maike Diekmann  | Namibia         | 8:21,69 | SF C/D |
| 6   | 6      | Huang Yi-ting   | Taipeiul Chinez | 8:34,51 | SF C/D |

### Semifinale

#### Semifinala E/F - cursa 1
| Loc | Culoar | Concurente           | Țară    | Timp     | Note |
| --- | ------ | -------------------- | ------- | -------- | ---- |
| 1   | 3      | Tala Abujbara        | Qatar   | 8:24,24  | FE   |
| 2   | 2      | Kathleen Grace Noble | Uganda  | 8:31,67  | FE   |
| 3   | 1      | Esther Toko          | Nigeria | 9:07,70  | FE   |
| 4   | 4      | Esraa Khogali        | Sudan   | 10:23,52 | FF   |

#### Semifinala E/F - cursa 2
| Loc | Culoar | Concurente        | Țară      | Timp    | Note |
| --- | ------ | ----------------- | --------- | ------- | ---- |
| 1   | 2      | Evidelia González | Nicaragua | 8:36,99 | FE   |
| 2   | 4      | Sarah Fraincart   | Maroc     | 8:43,90 | FE   |
| 3   | 3      | Joan Poh          | Singapore | 8:47,77 | FE   |
| 4   | 1      | Claire Ayivon     | Togo      | 9:15,29 | FF   |

#### Semifinala C/D 1
| Loc | Culoar | Concurente          | Țară               | Timp    | Note |
| --- | ------ | ------------------- | ------------------ | ------- | ---- |
| 1   | 4      | Lovisa Claesson     | Suedia             | 7:35.91 | FC   |
| 2   | 3      | Jovana Arsić        | Serbia             | 7:39,26 | FC   |
| 3   | 5      | Maike Diekmann      | Namibia            | 7:40,77 | FC   |
| 4   | 2      | Felice Chow         | Trinidad și Tobago | 7:45,14 | FD   |
| 5   | 1      | Veronica Toro Arana | Puerto Rico        | 7:53,36 | FD   |
| 6   | 6      | Winne Hung          | Hong Kong          | 7:56,30 | FD   |

#### Semifinala C/D 2
| Loc | Culoar | Concurente         | Țară            | Timp    | Note |
| --- | ------ | ------------------ | --------------- | ------- | ---- |
| 1   | 4      | Kenia Lechuga      | Mexic           | 7:33,72 | FC   |
| 2   | 3      | Tatsiana Klimovich | Belarus         | 7:33,78 | FC   |
| 3   | 5      | Milena Venega      | Cuba            | 7:41,18 | FC   |
| 4   | 2      | Alejandra Alonso   | Paraguay        | 7:43,33 | FD   |
| 5   | 6      | Huang Yi-ting      | Taipeiul Chinez | 7:56,00 | FD   |
| 6   | 1      | Jeong Hye-jeong    | Coreea de Sud   | 8:06,32 | FD   |

#### Semifinala A/B 1
| Loc | Culoar | Concurente      | Țară    | Timp    | Note |
| --- | ------ | --------------- | ------- | ------- | ---- |
| 1   | 4      | Hanna Prakatsen | (COR)   | 7:23,61 | FA   |
| 2   | 5      | Jeannine Gmelin | Elveția | 7:25,80 | FA   |
| 3   | 1      | Jiang Yan       | China   | 7:27,30 | FA   |
| 4   | 2      | Sophie Souwer   | Olanda  | 7:29,66 | FB   |
| 5   | 3      | Sanita Pušpure  | Irlanda | 7:34,40 | FB   |
| 6   | 6      | Anneta Kyridou  | Grecia  | 7:40,81 | FB   |

#### Semifinala A/B 2
| Loc | Culoar | Concurente        | Țară                       | Timp    | Note |
| --- | ------ | ----------------- | -------------------------- | ------- | ---- |
| 1   | 4      | Emma Twigg        | Noua Zeelandă              | 7:20,70 | FA   |
| 2   | 6      | Victoria Thornley | Marea Britanie             | 7:25,12 | FA   |
| 3   | 3      | Magdalena Lobnig  | Austria                    | 7:25,59 | FA   |
| 4   | 2      | Kara Kohler       | Statele Unite ale Americii | 7:26,10 | FB   |
| 5   | 5      | Carling Zeeman    | Canada                     | 7:38,28 | FB   |
| 6   | 1      | Nazanin Malaei    | Iran                       | 7:45,52 | FB   |

### Finale

#### Finala F
| Loc | Culoar | Concurente    | Țară  | Timp     | Note |
| --- | ------ | ------------- | ----- | -------- | ---- |
| 31  | 2      | Claire Ayivon | Togo  | 8:44,42  |      |
| 32  | 1      | Esraa Khogali | Sudan | 10:05,32 |      |

#### Finala E
| Loc | Culoar | Concurente           | Țară      | Timp    | Note |
| --- | ------ | -------------------- | --------- | ------- | ---- |
| 25  | 4      | Tala Abujbara        | Qatar     | 8:00,22 |      |
| 26  | 5      | Kathleen Grace Noble | Uganda    | 8:07,00 |      |
| 27  | 3      | Evidelia González    | Nicaragua | 8:10,37 |      |
| 28  | 6      | Joan Poh             | Singapore | 8:21,23 |      |
| 29  | 2      | Sarah Fraincart      | Maroc     | 8:25,38 |      |
| 30  | 1      | Esther Toko          | Nigeria   | 8:42,78 |      |

#### Finala D
| Loc | Culoar | Concurente          | Țară               | Timp    | Note |
| --- | ------ | ------------------- | ------------------ | ------- | ---- |
| 19  | 3      | Felice Chow         | Trinidad și Tobago | 7:48,06 |      |
| 20  | 5      | Huang Yi-ting       | Taipeiul Chinez    | 7:52,18 |      |
| 21  | 4      | Alejandra Alonso    | Paraguay           | 7:55,63 |      |
| 22  | 2      | Veronica Toro Arana | Puerto Rico        | 7:57,22 |      |
| 23  | 1      | Winne Hung          | Hong Kong          | 8:02,79 |      |
| 24  | 6      | Jeong Hye-jeong     | Coreea de Sud      | 8:06,13 |      |

#### Finala C
| Loc | Culoar | Concurente         | Țară    | Timp    | Note |
| --- | ------ | ------------------ | ------- | ------- | ---- |
| 13  | 5      | Tatsiana Klimovich | Belarus | 7:39,53 |      |
| 14  | 4      | Lovisa Claesson    | Suedia  | 7:41,07 |      |
| 15  | 2      | Jovana Arsić       | Serbia  | 7:43,30 |      |
| 16  | 3      | Kenia Lechuga      | Mexic   | 7:43,55 |      |
| 17  | 1      | Milena Venega      | Cuba    | 7:47,40 |      |
| 18  | 6      | Maike Diekmann     | Namibia | 7:52,17 |      |

#### Finala B
| Loc | Culoar | Concurente     | Țară                       | Timp              | Note |
| --- | ------ | -------------- | -------------------------- | ----------------- | ---- |
| 7   | 3      | Sophie Souwer  | Olanda                     | 7:25,96           |      |
| 8   | 2      | Carling Zeeman | Canada                     | 7:29,59           |      |
| 9   | 4      | Kara Kohler    | Statele Unite ale Americii | 7:29,72           |      |
| 10  | 6      | Anneta Kyridou | Grecia                     | 7:36,79           |      |
| 11  | 1      | Nazanin Malaei | Iran                       | 7:42,57           |      |
| 12  | 5      | Sanita Pušpure | Irlanda                    | Nu a luat startul |      |

#### Finala A
| Loc | Culoar | Concurente        | Țară           | Timp    | Note |
| --- | ------ | ----------------- | -------------- | ------- | ---- |
| 1   | 4      | Emma Twigg        | Noua Zeelandă  | 7:13,97 |      |
| 2   | 3      | Hanna Prakatsen   | COR            | 7:17,39 |      |
| 3   | 6      | Magdalena Lobnig  | Austria        | 7:19,72 |      |
| 4   | 5      | Victoria Thornley | Marea Britanie | 7:20,39 |      |
| 5   | 2      | Jeannine Gmelin   | Elveția        | 7:20,91 |      |
| 6   | 1      | Jiang Yan         | China          | 7:21,33 |      |